# Rally de Irlanda
El Rally de Irlanda es una prueba de rally que se celebra anualmente y ha sido puntuable para el Campeonato Mundial de Rally en dos ocasiones. Se incorporó al calendario mundialista en el año 2007. 
El Campeonato Mundial de Rallys de la FIA es uno de los deportes más populares del mundo a nivel de espectadores, con un público en directo de más de 11 millones de espectadores en un total de 16 pruebas, y una audiencia de televisión de 807 millones de televidentes.

## Historia

### Edición 2007
La edición de 2007 tuvo lugar el fin de semana del 15 al 18 de noviembre y tuvo como base el noroeste de Irlanda, concretamente los condados de Sligo, Fermanagh, Donegal, Leitrim, Tyrone, Roscommon y Cavan. Fue gestionado por Seán O'Connor y Ronan Morgan, que comparten una experiencia de más de 35 años en WRC. David Marren, con gran experiencia en la Fórmula 1, actuó como consejero delegado. La Junta Directiva estuvo encabezada por Eddie Jordan, fundador del equipo de Fórmula 1 Jordan GP, y como segundo estuvo Trevor Ringland, antiguo jugador de rugby de la selección irlandesa y de los British and Irish Lions. Además, un comité se encargó de desarrollar el evento; Austin Frazer estuvo a la cabeza de dicho comité, que incluyó representantes de Motorsport Ireland (MI) y la Asociación Norirlandesa de Clubes de Automovilismo (Association of Northern Ireland Car Clubs, ANICC).
El Rally de Irlanda fue la 15.ª prueba del Mundial (WRC) de 2007. Ese año marcó la primera prueba del WRC celebrada en la isla de Irlanda. Sligo fue la sede central del Rally, aunque la prueba se desarrolló en otros siete condados, tanto de la República como de Irlanda del Norte. Contó con el apoyo de los gobiernos irlandés y británico, y continuó con una larga tradición de rallys transfronterizos en la isla de Irlanda que se remonta a los años 30. El Rally se abrió con una especial en terrenos del Parlamento de Irlanda del Norte en Stormont, Belfast (condado de Antrim).
El ganador del rally fue Sébastien Loeb del equipo Citroën a bordo de un C4 WRC, quien consiguió así su 36º victoria en el Campeonato Mundial, segundo fue su compañero de equipo, Dani Sordo y tercero el finlandés Jari-Matti Latvala con un Ford Focus RS WRC.

### Edición 2009
En el año 2009 se celebró la segunda edición puntuable para el campeonato mundial durante las fechas 30 de enero y 1 de febrero. El ganador fue Sebastien Loeb.

## Ganadores
| Año  | Edición           | Piloto          | Copiloto     | Automóvil          | Series |
| ---- | ----------------- | --------------- | ------------ | ------------------ | ------ |
| 2005 | 1th Rally Ireland | Matthew Wilson  | Michael Orr  | Ford Focus WRC     |        |
| 2006 | 2th Rally Ireland | Eugene Donnelly | Paul Kiely   | Toyota Corolla WRC |        |
| 2007 | 3th Rally Ireland | Sébastien Loeb  | Daniel Elena | Citroën C4 WRC     | WRC    |
| 2009 | 4th Rally Ireland | Sébastien Loeb  | Daniel Elena | Citroën C4 WRC     | WRC    |